# Пристень (Днепропетровская область)
Пристень (укр. Пристень) — село,
Писаревский сельский совет,
Синельниковский район,
Днепропетровская область,
Украина.
Код КОАТУУ — 1224886809. Население по переписи 2001 года составляло 43 человека.

## Географическое положение
Село Пристень находится на левом берегу реки Малая Терса,
выше по течению на расстоянии в 2 км расположено село Новоилларионовское,
ниже по течению на расстоянии в 1 км расположено село Вербовое (Павлоградский район).